# Le Pouget
 Le Pouget  (en occitano Lo Poget) es una población y comuna francesa, situada en la región de Occitania, departamento de Hérault, en el distrito de Lodève y cantón de Gignac.

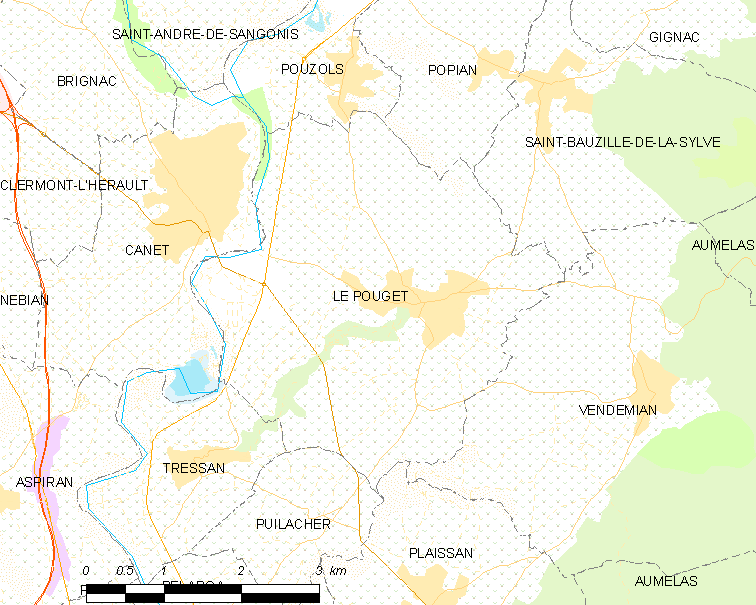
Mapa

## Demografía
| 1119 | 1077 | 934 | 987 | 1103 | 1347 | 1946 |
| Para los censos de 1962 a 1999 la población legal corresponde a la población sin duplicidades (Fuente: INSEE [Consultar]) |      |     |     |      |      |      |